# John Smybert
John Smybert (ou Smibert ; 1688-1751) est un artiste anglo-américain né en Écosse à Édimbourg et mort à Boston (Massachusetts).

## Biographie

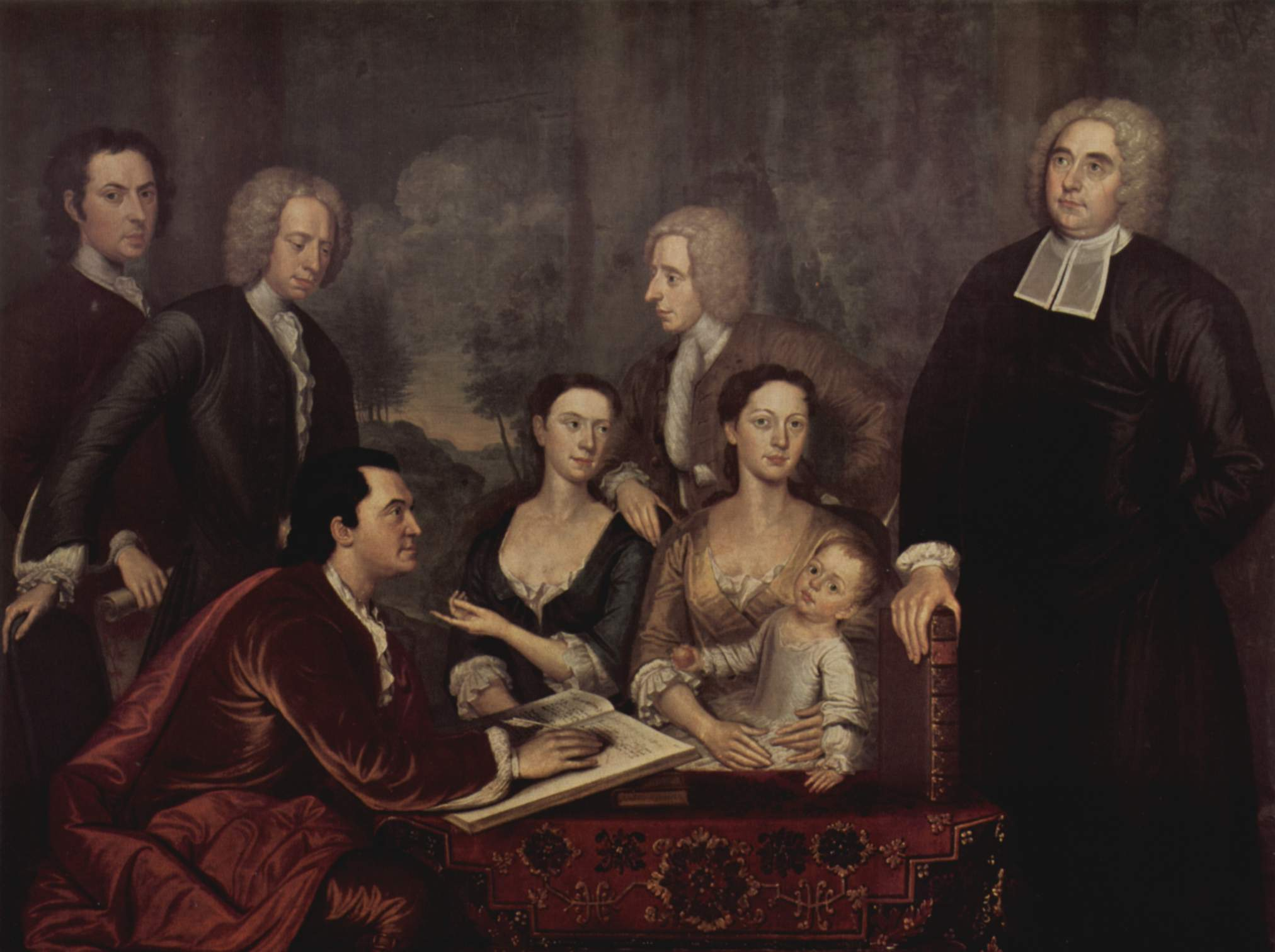
John Smibert, Dean Berkely and His Entourage (vers 1729).

John Smybert fut l'élève de Sir James Thornhill et suivit Bishop Berkeley en Amérique en 1728, avec l'intention d'être professeur d'arts dans le college que Berkeley voulait fonder. L'établissement ne vit jamais le jour et Smybert s'installa à Boston, où il se maria en 1730. Il vécut sur Brattle Street. Son fils Nathaniel fut également artiste peintre. Smybert repose au Granary Burying Ground de Boston.
En 1731, John Smibert peignit Dean George Berkeley and His Family, aussi connu sous le titre de Bermuda group actuellement conservé à la Yale University Art Gallery. Il réalisa les portraits de Jonathan Edwards, d'Edmund Quincy, de Mrs Smybert, de Peter Faneuil, de John Endecott, de John Lovell[Lequel ?], du graveur Peter Pelham, et probablement de Sir William Pepperrell. Ses œuvres sont aujourd'hui visibles dans les musées des universités d'Harvard et de Yale, du Bowdoin College, de la Massachusetts Historical Society et de la New England Historical and Genealogical Society. Smybert fut également l'architecte du premier Faneuil Hall (1740-1742) de Boston, qui reprend le style d'un marché anglais. Il fut détruit par un incendie en 1761 et modifié par Charles Bulfinch.